# 電撃G's magazine
『電撃G's magazine』（でんげきジーズマガジン）は、KADOKAWA アスキー・メディアワークス（旧メディアワークス）が日本で1992年から2022年まで発行していたアニメ雑誌兼ゲーム雑誌。創刊から2014年5月号までは左綴じ、同年6月号から最終号までは右綴じで、毎月30日（2・12月および、その他の月でも日曜日と重なる場合は例外あり）を発売日とする月刊誌であった。
前身の『電撃PCエンジン』は表題の通りPCエンジン・PC-FXの専門誌であったが、改題を重ねてハードを問わず主として家庭用ゲーム機向けのギャルゲーの情報を中心に取り扱うようになり、次いで美少女キャラクターに関するアニメやPCゲームも題材とする総合エンタテインメント誌となった。なお一時期は漫画やライトノベルの連載枠が増加して漫画雑誌的な傾向を強めていた。
雑誌上でオリジナルの読者参加企画を連載し、そこからゲーム化・アニメ化といったメディアミックス展開を行うことが多かった。

## 雑誌の沿革
- 1993年2月号（1992年12月26日発売） - 「PCエンジン＆PC-FX専門誌」『電撃PCエンジン』として創刊
- 1996年6月号（4月30日発売） - 『電撃G'sエンジン』に誌名変更
- 1997年8月号（6月30日発売） - 「GAME美少女キャラクター専門誌」『電撃G'sマガジン』に誌名変更
- 2000年5月号（3月30日発売） - 通巻100号を達成
- 2002年5月号（3月30日発売） - 誌名表記を現在の『電撃G's magazine』に変更
- 2005年11月号（9月30日発売） - 「美少女キャラクターエンタテイメント総合誌」として、アニメ記事増量など大幅リニューアル
- 2007年10月号（8月30日発売） - 通巻200号を達成
- 2008年6月号（4月30日発売） - 発行社名が「アスキー・メディアワークス」に変更
- 2009年3月2日 - 専用モバイルサイト「電撃G'sモバイル」開設
- 2012年10月号（8月30日発売） - 通巻300号を達成
- 2013年2月号（前年12月30日発売） - 創刊20周年特集号として、歴代の読者参加企画の特集「G'sガールズメモリアル」を掲載
- 2013年12月号（10月30日発売） - 発行社名が「KADOKAWA」に変更
- 2014年6月号（4月30日発売） - 「ハイレゾリューションアニメマガジン」として、連載漫画の大半を『電撃G'sコミック』に移籍してアニメ・ゲーム情報中心の誌面となる
- 2018年2月号（前年12月27日発売） - 創刊25周年特集号として、歴代の読者参加企画の特集「G'sガールズミュージアム」を掲載
- 2018年4月号（2月28日発売） - 通巻400号を達成
- 2019年8月号（6月29日発売） - 「キャラクター専門誌」として、人気キャラクターを毎号１人ピックアップして特集する豪華付録つきキャラクターマガジンにリニューアル
- 2022年12月号（10月28日発売） - この号を以て紙媒体での発行を終了し廃刊、一部連載をウェブ媒体『G'sチャンネル』へ継承、本誌の増刊扱いだった『LoveLive!Days』が雑誌コードを引き継ぎ独立創刊

上記の通巻号数には各種の増刊を含むため、本誌に限定した累計は30年間で全359号である。2022年12月27日には「30周年感謝号」が刊行されたが、本誌からのスピンオフで雑誌コード（16459）を引き継いだ『LoveLive!Days』の増刊として「主従逆転」のような形を取っている。

### 1992年 電撃PCエンジン創刊
角川書店でゲーム雑誌の編集やキャラクター商品事業を手がけていた角川メディアオフィス社のスタッフが「お家騒動」により同社から一斉に離脱し、メディアワークスを立ち上げたのに伴い（詳しくはメディアワークスの設立の経緯を参照のこと）、旧『マル勝PCエンジン』の編集者が1992年12月に『電撃PCエンジン』を創刊。残された『マル勝PCエンジン』は外部の編集プロダクションにより1994年3月号まで発行が続けられた。
創刊当時は題号が示す通り、NECホームエレクトロニクス（NEC-HE）の家庭用ゲーム機であるPCエンジン（後にPC-FXも含む）の情報誌であった。NECアベニューがパソコンの人気育成シミュレーションゲームであった『卒業 〜Graduation〜』を同機に移植した際、メディアワークスが社を挙げて同タイトルのメディアミックス展開を行うにあたり創刊直後だった本誌がその中核を担った。
また、表紙デザインもマル勝PCエンジンから引き続きイラストレーターの佐々木晃（TONG KING SHOW）が担当。マル勝PCエンジン誌上で行っていた『ファージアスの邪皇帝』『女神スタジアム』などの読者参加企画を、本誌でもこの路線を継承して創刊時より『女神天国』を連載している。
翌1994年1月には『マル勝PCエンジン』と発売元の小学館の方針により総合誌『ゲーム・オン!』へ移行した『月刊PCエンジン』の競合2誌が同時に廃刊となり、PCエンジン専門誌は本誌と『PC Engine FAN』（徳間書店インターメディア）のみとなった。そこで、廃刊になった両誌の読者が本誌へ流れて来たのに加え、5月にはコナミが『ときめきメモリアル』を発売した影響も重なり、部数は好調を維持する。
同年12月に増刊として『電撃PlayStation』を発売。同誌は翌年から独立創刊し、プレイステーションのシェア拡大に伴い、メディアワークスの主力誌となった。その反面、本誌はPCエンジンの後継機であるPC-FXがいわゆる「次世代機戦争」で全く成果を挙げられなかったことから、他誌からの読者流入による一時的な特需が終わると部数が減少してしまう。
それからは、テコ入れ策として『コンプティーク』（角川書店）の二番煎じであることを承知の上で袋とじページを作成したり、NEC-HEのライセンスを受けていない非正規タイトルやパソコン用のアダルトゲームを特集するなど、アナーキーな路線を取り始める。

### 1996年 電撃G'sエンジン、そして「GAME美少女キャラクター専門誌」電撃G'sマガジンへ
結局、シェア争いでの敗北が確定し、ソフトの発売本数も月に1本か2本のペースだったPC-FXの情報のみでは誌面を構成することが著しく困難になり、1996年6月号より『電撃G'sエンジン』に誌名を変更、NEC-HE系ハード専門誌の看板を下ろすことになる（ちなみに、PC-FXの最後のソフトは1998年4月24日発売の『ファーストKiss☆物語』。PC-FXについては、非ギャルゲーも最後までフォローした）。これに前後して袋とじも廃止された。誌名の「G's」とは「Gals」と「Games」の両方の意味を持ち、この時からハードを問わず家庭用ゲーム機で発売されるギャルゲーの情報を取り扱うスタイルが確立された。さらに1997年8月号から『電撃G'sマガジン』に誌名を変更する。表紙デザインは電撃PCエンジンより引き続きイラストレーターの佐々木晃（TONG KING SHOW）が担当し、リニューアル前の電撃G'sマガジン1999年2月号までは氏のデザインのキャラクターが毎号表紙を飾っていた。
本誌を特に有名たらしめたのは、読者参加企画『シスター・プリンセス』（画：天広直人・文：公野櫻子）である。1999年3月号で始まった『シスプリ』はまたたく間に主力連載となり、2000年3月号からは「妹」たちが表紙を飾るようになり、やがて読者の圧倒的な支持のもとにゲーム化・アニメ化と順調にメディアミックスを展開していった。その一方、本誌での連載終了後にアニメを中心に人気が出た『HAPPY★LESSON』（画：ささきむつみ）のようなケースもある。ギャルゲー専門誌である本誌では、本来は『シスプリ』のような読者参加企画は「従」の位置付けであったが、ギャルゲーというジャンルそのものの市場縮小もあって、読者の大きな支持を受けた『シスプリ』をきっかけに、本誌はオリジナル企画を主力とした路線を歩むこととなる。

### 2002年 電撃G's magazineへ改名、『シスプリ』終了
『シスプリ』の連載の最中、2002年5月号から誌名を『電撃G's magazine』と、後半をアルファベット表記に改名（ただし、誌面等では「マガジン」表記されることもある）。そして『シスプリ』に続く主力作品として『双恋』が始まる。2003年の『シスプリ』終了後、テキスト担当の公野櫻子は『Strawberry Panic!』を連載。両作品はテレビアニメ化もされ、『シスプリ』のない『G's』を牽引した。
2004年9月号にて価格に「特別定価」の表記が加わった。これは現在まで続いている。
2004年12月より姉妹誌『電撃G's Festival!』が創刊された。数十タイトルを紹介する本誌に対し、紹介作品を1つないし2つ程度に絞ったうえ、タペストリーや抱き枕カバーなどを付録につけた高額路線の内容だった。

### 2005年 美少女キャラクターエンタテインメント総合誌化
2005年11月号では漫画や小説の連載を大幅に増やすとともに、据置ゲーム原作以外の萌えアニメ紹介を取り入れたりするなど大幅なリニューアルを実施した。また、アダルトゲームの紹介も大幅に増え、表紙もそれまでの読者参加企画のイラストに代わってLeaf（アクアプラス）、CIRCUS、オーガストなどアダルトゲームブランド関連のヒロインが題材として取り上げられるようになった。
それまで連載していた読者参加企画は『双恋』『ストパニ』の読者ページと、『A.I.Love You!』のみとなった。また、連載終了した『ストパニ』の漫画化がスタート、新たな主読者参加企画として『2/3 アイノキョウカイセン』（2005年12月号より）と『マリッジロワイヤル』（2006年1月号より）が連載開始となる。
2006年9月号より編集長の高野希義が姉妹誌のアダルトゲーム雑誌『電撃姫』の編集長を兼任することとなった。なお、高野希義は2007年6月号で編集長から退き、以後は寺岡利直がG's・姫両誌の編集長となっている。
2005年11月の誌面リニューアルに伴い新設されたコラム・声優（美少女ゲーム・アニメ・ラジオ番組関係）インタビューの2コーナーについては、2008年12月号で終了した。

### 2009年 他社との合同企画、『ラブライブ！』開始
2009年6月号より、ビジュアルアーツ/Keyの麻枝准（原案・企画・プロデュース）によるKeyとのコラボレーションアニメ企画『Angel Beats!』を開始。2010年4月のアニメ放送開始に前後し、登場人物の表紙起用、ノベル・漫画連載など、誌面での展開を増強する。
2010年7月号にて、『ラブライブ!』が始動する。
2010年8月号が全国規模で発売直後完売となり、出版社に問い合わせが殺到。編集部が「お詫び」を公式サイト上に掲載する異例の事態となった。『Angel Beats!』のテレビ放映終了直後に発売された同号は、表紙・付録に登場人物の1人“天使”が起用されており、付録目当てで同号を複数購入する者もインターネット上で発見された。
2010年10月号からは「コミック200%計画」と銘打ち、電撃文庫やKey作品の漫画化作品を次々と連載開始し、本誌全体における漫画の比重が増加の一途を辿る。
読者参加企画の面では、2012年6月号をもって『Baby Princess』が終了し、連載している作品は2010年開始の『ラブライブ!』のみとなった。『シスプリ』『ハピレス』が始まった1999年3月号以来、常に2作品以上の読者参加企画が連載していた本誌にとって、13年ぶりの事態となった。
独り残った『ラブライブ!』は、2013年のテレビアニメ化により大ヒットし、それに伴って本誌も『電撃ラブライブ!』など史上初の読者参加企画単独の別冊を刊行した他、アプリゲーム『ラブライブ! スクールアイドルフェスティバル』で使用できるシリアルコードを付録につけるなど、『シスプリ』以来の展開を見せた。

### 2014年 ハイレゾリューションアニメマガジン化
2014年6月号で大幅な刷新を実施。それまでの左綴じから右綴じに変わり、判型はAB判からA4ワイド判へと大きくなった。誌面内容は「ハイレゾリューションアニメマガジン」と謳い、それまで従であったアニメを主とした誌面構成となった。
同時に連載漫画はほぼ全てが新創刊漫画雑誌『電撃G'sコミック』に移籍した。だが、刷新後にも漫画の新連載はしばしば行われ、また『G'sコミック』に移籍しながら再移籍した作品もあり、刷新直後よりも増えている（2017年12月現在、5作品が連載）。
2015年6月号より『ラブライブ!サンシャイン!!』が始まり、『べびプリ』の終了以来3年ぶりに、2つ以上の読者参加企画が連載する体制となった。また『ウルトラ怪獣擬人化計画』（2014年）や『天華百剣』（2015年）のような、KADOKAWAのウェブコンテンツ『電撃ホビーウェブ（2015年5月までは雑誌『電撃ホビーマガジン』）との共作企画が始まった。

### 2019年 キャラクター専門誌化、『ラブライブ！』専門誌の分離
2019年8月号でリニューアルを実施。判型をA4サイズへ縮小、誌面内容は「キャラクター専門誌」とし、毎号特定のキャラクターを特集、付録を充実させた。
また、ラブライブ!シリーズのみを扱った専門誌『LoveLive!Days ラブライブ! 総合マガジン』を同年7月より隔月、2020年11月からは月刊化された。これまでも『電撃G's Festival!』『電撃ラブライブ!』などの専門誌の前例はあったが、いずれも限定的なものであり、特定作品の専門誌を定期刊行するのは初である。

### 2022年 廃刊、ウェブ媒体『G'sチャンネル』への移行
10月28日発売の12月号を以て紙媒体での発行を終了、廃刊し旧メディアワークスの発足に伴う『電撃PCエンジン』としての創刊から30年にわたる歴史に幕を閉じることになった。
編集部は存続し、廃刊後はウェブ媒体『G'sチャンネル』へ一部の連載が引き継がれる。これに伴い、従来は本誌の増刊として刊行されて来た『LoveLive!Days』が2023年1月号より派生元の雑誌コードを引き継いで独立創刊の扱いとなり、12月27日に『電撃G's magazine30周年感謝号』がこれまでとは逆に『LoveLive!Days』2023年2月号の増刊扱いで刊行された。

## ページ構成
2014年6月号でのリニューアル以来、各種コンテンツ・連載作品の内容を分類し、同分類のものを連続させた誌面構成となっている。
SPECIAL
巻頭に位置。発売前・発売直後のゲームやアニメの特集が組まれる。大きな展開を迎える読者参加企画などが、ORIGINALから一時的にこちらへ移動する場合もある。
ANIME
美少女キャラクターが活躍するアニメを取り上げる。数作品に描き下ろしイラストが使われる。
GAME
コンシューマーゲームとPCゲームの双方を取り上げる。
連載
本誌のオリジナル読者参加企画（後述）、小説、漫画等のページ。
その他、大手ゲームブランドのファンページや、情報ページ「G's NEWS FLASH」、読者投稿ページ「MOEMOE GARDEN」（カラーページとモノクロページ）などで構成される。

## 本誌連載の漫画
連載開始号順に記載。太字の作品は連載中、末尾に★のある作品は休載のまま再開せず（掲載期間 / 休載告知のあった号）。
| 作品名                                                                | 作者                                        | 掲載時期                                                                             | 備考                                                                                 | 脚注  |
| --------------------------------------------------------------------- | ------------------------------------------- | ------------------------------------------------------------------------------------ | ------------------------------------------------------------------------------------ | ----- |
| しろー駄作劇場                                                        | しろー大野                                  | 1993年2月号 - 1994年2月号                                                            |                                                                                      |       |
| 卒業 〜Graduation〜                                                   | 長谷川浩之                                  | 1993年5月号                                                                          |                                                                                      |       |
| サムライスピリッツ外伝                                                |                                             | 1994年3月号 - 1994年11月号                                                           | コミックアンソロジー                                                                 |       |
| ジャスティーン                                                        | 亜妻りあ                                    | 1994年3月号 - 1994年4月号                                                            |                                                                                      |       |
| スタートリング・オデッセイII                                          | よしみる                                    | 1994年8月号 - 1994年9月号                                                            |                                                                                      |       |
| PC-FXのうら 〜北山物語〜                                              | 山本よしふみ                                | 1994年11月号                                                                         |                                                                                      |       |
| 女神天国・新女神誕生編                                                | 宮須弥                                      | 1995年3月号 - 1996年1月号                                                            |                                                                                      |       |
| 学園爆れつハンター                                                    | 原作：あかほりさとる、画：奥谷かひろ        | 1996年9月号 - 1997年2月号                                                            |                                                                                      |       |
| ハガキ子マッハ2                                                       | 風上旬                                      | 1996年11月号- 1999年6月号                                                            | 1ページ漫画化以前は、読者コーナーの宛先紹介パートとして1996年7月号開始。             |       |
| ファーストKiss☆物語                                                   | 水上広樹                                    | 1998年9月号 - 1999年5月号                                                            |                                                                                      |       |
| ドウブツゾウちゃん                                                    | 原作：ちょぴ、作画：霧賀ユキ                | 2002年7月号 - 2005年4月号                                                            |                                                                                      |       |
| Wind -a breath of heart-                                              | - 原作：Minori - 作画：かぢばあたる         | 2004年7月号 - 2004年12月号                                                           | 本誌ではなく、別冊付録に掲載。                                                       |       |
| 月は東に日は西に 〜Operation Sanctuary〜                              | - 原作：オーガスト - 作画：武田みか         | 2004年7月号 - 2004年12月号                                                           | 本誌ではなく、別冊付録に掲載。                                                       | [ 5 ] |
| うたわれるもの                                                        | - 原作：Leaf - 作画：島草あろう             | 2005年11月号 - 2007年1月号                                                           |                                                                                      |       |
| Strawberry Panic!                                                     | - 原作：公野櫻子 - 作画：たくみなむち       | 2005年11月号 - 2007年2月号 / 2007年4月号★                                            |                                                                                      |       |
| ふぁいなりすと                                                        | - 原作：プリンセスソフト - 作画：西木史郎   | 2005年11月号 - 2006年3月号                                                           |                                                                                      |       |
| 2/3 アイノキョウカイセン                                              | 京極しん・小川静香                          | 2006年2月号 - 2006年11月号                                                           |                                                                                      |       |
| リトルバスターズ! The 4コマ                                           | - 原作：Key - 作画：笹桐ゆうや              | 2006年3月号 - 2010年3月号                                                            |                                                                                      |       |
| リトルバスターズ! EX The 4コマ                                        | - 原作：Key - 作画：笹桐ゆうや              | 2010年6月号 - 2014年5月号→『電撃G'sコミック』へ移籍                                  |                                                                                      |       |
| ななついろ★ドロップス                                                 | - 原作：ユニゾンシフト - 作画：たかみ裕紀   | 2006年11月号 - 2008年8月号→『電撃G's Festival! COMIC』へ移籍                         |                                                                                      |       |
| 舞-乙HiME列伝「竜と乙女の涙」                                         | - 原作：矢立肇 - 作画：橘セブン             | 2007年3月号 - 2007年9月号                                                            |                                                                                      |       |
| Que 〜エンシェントリーフの妖精〜                                      | - 原作：5pb. - 作画：亞砂                   | 2007年3月号 - 2007年4月号                                                            | 前後編のみの短期連載。                                                               |       |
| D.C.II Imaginary Future 〜ダ・カーポII イマジナリーフューチャー〜     | - 原作：CIRCUS - 作画：卯花つかさ           | 2007年3月号 - 2009年5月号                                                            |                                                                                      |       |
| ハニカミ The4コマ                                                     | - 原作：HOOK - 作画：霧賀ユキ               | 2007年4月号 - 2008年3月号→『電撃G's Festival! COMIC』へ移籍                          |                                                                                      |       |
| マリッジロワイヤル                                                    | - 原作：Navel - 作画：奈月ここ              | 2007年4月号 - 2011年1月号                                                            |                                                                                      |       |
| CLANNAD                                                               | - 原作：Key - 作画：しゃあ                  | 2007年8月号 - 2009年7月号→『電撃G's Festival! COMIC』へ移籍                          |                                                                                      |       |
| FORTUNE ARTERIAL Character's Prelude                                  | - 原作：オーガスト - 作画：佐々木あかね     | 2007年9月号 - 2008年4月号→『電撃G's Festival! COMIC』へ移籍                          |                                                                                      |       |
| ひめナビevolution                                                     | - 原作：SATZ - 作画：らいな                 | 2008年6月号 - 2009年9月号                                                            |                                                                                      |       |
| おひめさまナビゲーション                                              | - 原作：SATZ、たかみ裕紀                    | 2008年11月号 - 2010年6月号                                                           |                                                                                      |       |
| 俺の妹がこんなに可愛いわけがない                                      | - 原作：伏見つかさ - 作画：いけださくら     | 2009年3月号 - 2011年5月号                                                            |                                                                                      |       |
| 俺の後輩がこんなに可愛いわけがない                                    | - 原作：伏見つかさ - 作画：いけださくら     | 2011年7月号 - 2014年5月号→『電撃G'sコミック』へ移籍                                  |                                                                                      |       |
| Angel Beats! The 4コマ 僕らの戦線行進曲♪                              | - 原作：麻枝准 - 作画：こもわた遙華         | 2009年12月号 - 2013年10月号                                                          |                                                                                      |       |
| Angel Beats! The 4コマ お空の死んだ世界から                           | - 原作：麻枝准 - 作画：こもわた遙華         | 2013年12月号 - 2016年1月号                                                           |                                                                                      |       |
| Angel Beats! -Heaven's Door-                                          | - 原作：麻枝准 - 作画：浅見百合子           | 2010年5月号 - 2014年5月号→『電撃G'sコミック』へ移籍                                  |                                                                                      |       |
| クドわふたー                                                          | - 原作：Key - 作画：爆天童                  | 2010年5月号 - 2014年2月号                                                            |                                                                                      |       |
| べびプリ! 19人姉妹のほのぼのDays                                      | - 原作：公野櫻子 - 作画：巫女街             | 2010年5月号 - 2010年9月号 / 2010年11月号★                                            |                                                                                      |       |
| Rewrite:SIDE-B                                                        | - 原作：Key - 作画：東条さかな              | 2010年10月号 - 2014年5月号→『電撃G'sコミック』へ移籍                                 | 連載当初の題名は『Rewrite』であり、単行本化に伴って2011年6月号より副題が付加された。 |       |
| 電波女と青春男                                                        | - 原作：入間人間 - 作画：山根真人           | 2010年10月号 - 2013年9月号                                                           |                                                                                      |       |
| ロウきゅーぶ!                                                         | - 原作：蒼山サグ - 作画：たかみ裕紀         | 2010年10月号 - 2014年5月号→『電撃G'sコミック』へ移籍                                 |                                                                                      |       |
| 学園キノ                                                              | - 原作：時雨沢恵一 - 作画：電脳桜蛙団       | 2010年12月号 - 2012年6月号                                                           | 『電撃G's Festival! COMIC』より移籍。                                                |       |
| 恋と選挙とチョコレート                                                | - 原作：sprite - 作画：かんの糖子           | 2011年2月号 - 2014年4月号                                                            |                                                                                      |       |
| アイドルマスター2 The world is all one!!                              | - 原作：バンダイナムコゲームス - 作画：祐佑 | 2011年4月号 - 2014年5月号                                                            |                                                                                      |       |
| さくら荘のペットな彼女                                                | - 原作：鴨志田一 - 作画：草野ほうき         | 2011年4月号 - 2014年4月号→『電撃G'sコミック』へ移籍                                  |                                                                                      |       |
| Baby Princess                                                         | - 原作：公野櫻子 - 作画：深山靖宙           | 2011年5月号 - 2013年8月号                                                            |                                                                                      |       |
| ラブライブ!                                                           | - 原作：公野櫻子 - 作画：鴇田アルミ         | 2012年1月号 - 2014年5月号→『電撃G'sコミック』へ移籍→2016年3月号 - 2017年11月号 ※休載 |                                                                                      |       |
| 境界線上のホラ子さん                                                  | - 原作：川上稔 - 作画：羽仁倉雲             | 2012年1月号 - 2012年11月号                                                           |                                                                                      |       |
| 番傘少女 〜十番勝負〜                                                 | - 原作：あざの耕平 - 作画：namo             | 2012年5月号                                                                          |                                                                                      |       |
| 大図書館の羊飼い                                                      | - 原作：オーガスト - 作画：佐々木あかね     | 2012年5月号 - 2014年5月号→『電撃G'sコミック』へ移籍                                  |                                                                                      |       |
| ギルティクラウン DANCING ENDLAVES                                     | 深井涼介                                    | 2012年7月号 - 2014年5月号                                                            |                                                                                      |       |
| D.C.III 〜ダ・カーポIII〜                                             | 日向ののか                                  | 2012年9月号 - 2014年4月号                                                            |                                                                                      |       |
| リトルバスターズ! End of Refrain                                      | ZEN                                         | 2012年11月号 - 2014年4月号→『電撃G'sコミック』へ移籍                                 |                                                                                      |       |
| アイドライジング!                                                     | - 原作：広沢サカキ - 作画：藤島真ノ介       | 2012年11月号 - 2014年5月号→『電撃G'sコミック』へ移籍                                 |                                                                                      |       |
| ビビッドレッド・オペレーション The 4コマ びびおぺ                     | 娘太丸                                      | 2012年11月号 - 2014年5月号                                                           |                                                                                      |       |
| アイドライジング！外伝 オリンライジング！                             | - 原作：広沢サカキ - 作画：風華チルヲ       | 2013年1月号 - 2014年5月号→『電撃G'sコミック』へ移籍                                  |                                                                                      |       |
| 夏の終わりのニルヴァーナ                                              | - 原作：ぱじゃまソフト - 作画：なつきゆう   | 2013年2月号                                                                          |                                                                                      |       |
| ビビッドレッド・オペレーション                                        | - 原作：TEAM VIVID - 作画：小梅けいと       | 2013年5月号- 2014年4月号                                                             | 2013年5月号は描き下ろしの単行本第1巻の続きにあたる。                                 |       |
| ソードアート・オンライン プログレッシブ                               | - 原作：川原礫 - 作画：比村奇石             | 2013年8月号 - 2014年5月号→『電撃G'sコミック』へ移籍                                  |                                                                                      |       |
| ウルトラ怪獣擬人化計画 THE 4コマ ギャラクシー☆デイズ                  | 爆天童                                      | 2014年7月号 - 2019年7月号                                                            | 2015年6月号まではサブタイトル未定だった。                                            |       |
| 結城友奈は勇者部所属                                                  | - 原作：タカヒロ - 作画：娘太丸             | 2014年9月号 - 2016年11月号                                                           |                                                                                      |       |
| 鷲尾須美は勇者である外伝 勇者行進曲                                   | - 原作：タカヒロ - 作画：娘太丸             | 2016年12月号 - 2017年5月号                                                           |                                                                                      |       |
| 結城友奈は勇者部所属 ぷにっと！                                       | - 原作：タカヒロ - 作画：娘太丸             | 2017年9月号 - 2018年10月号                                                           |                                                                                      |       |
| ラブライブ!サンシャイン!!                                             | - 原作：公野櫻子 - 作画：おだまさる         | 2016年5月号 - 2018年4月号 ※休載                                                      |                                                                                      |       |
| ガーリッシュナンバー修羅                                              | - 原作：渡航 - 作画：池澤真・津留崎優       | 2016年12月号                                                                         | 2016年11月26日発売の単行本より、よりぬきの4コマ数話を「電撃G'sノベル」に掲載。       |       |
| マルのヨンコマ                                                        | - 原作：公野櫻子 - 作画：竹之内トシオ       | 2017年5月号 - 2019年1月号 ※休載                                                      |                                                                                      |       |
| Angel Beats! -The Last Operation-                                     | - 原作：麻枝准 - 作画：浅見百合子           | 2017年10月号                                                                         | 『電撃G'sコミック』2017年10月号より第1話を特別掲載。                                 |       |
| ラブライブ！サンシャイン!! School idol diary 〜善子・花丸・ルビィ編〜 | - 原作：公野櫻子 - 作画：おだまさる         | 2019年4月号 - 2019年6月号 ※休載中                                                    |                                                                                      |       |

## 本誌連載の小説
連載開始号順に記載。
| 作品名 | 作者                                               | 掲載時期                   | 備考                             | 脚注 |
| --- | -------------------------------------------------- | -------------------------- | -------------------------------- | ---- |
| ゲッツェンディーナー | - 著：菅浩江 - 画：赤井孝美                        | 1994年2月号 - 1994年7月号  |                                  |      |
| 爆れつハンターSpecial | - 著：あかほりさとる - 画：臣士れい                | 1995年7月号 - 1996年6月号  |                                  |      |
| ROOMMATE 〜井上涼子〜 | - 著：紺野たくみ - 画：たくま朋正                  | 1997年3月号                |                                  |      |
| ときめきメモリアル 春風のプレリュード                                                                                         | - 著：花田十輝 - 画：コナミ・オフィシャル          | 1997年8月号                | G'sノベルシリーズ                |      |
| ROOMMATE 〜1997、涼子とボクの夏休み〜                                                                                         | - 著：伊達将範 - 画：たくま朋正                    | 1997年9月号                | G'sノベルシリーズ                |      |
| 悠久幻想曲 外伝・さくら亭にて                                                                                                 | - 著：たきもとまさし - 画：J.C.スタッフ            | 1997年10月号               | G'sノベルシリーズ                |      |
| エターナルメロディ 明日、もしも晴れたら……                                                                                     | - 著：祭紀りゅうじ - 画：J.C.スタッフ              | 1997年11月号               |                                  |      |
| バトルアスリーテス大運動会外伝 柳田新喜劇 浪花っ子純情                                                                        | - 著：倉田英之 - 画：杉本幸子                      | 1997年12月号               |                                  |      |
| Memories Off #5 とぎれたフィルム 〜Promise & Wish〜                                                                           | - 著：林直孝 - 画：輿水隆之・松尾ゆきひろ          | 2005年8月号 - 2005年12月号 |                                  |      |
| Piaキャロットへようこそ!!G.O. 〜A-Girl Diary〜                                                                                | - 著：ででん - 画：ひなた睦月                      | 2005年11月号 - 2006年5月号 |                                  |      |
| フタコイ オルタナティブG | - 著：金月龍之介 - 画：ufotable                    | 2005年11月号 - 2006年4月号 |                                  |      |
| ドリームノッカー | - 著：御影 - 画：若月さな                          | 2005年11月号 - 2006年9月号 |                                  |      |
| 夜明け前より瑠璃色な Official Heroine Story 〜恋する瞬間〜                                                                    | - 著：岡田留奈 - 画：武田みか                      | 2006年1月号 - 2007年3月号  |                                  |      |
| 小説 朗読少女 | - 著：中村うさぎ - 原作：オトバンク - 画：藤ちょこ | 2012年3月号 - 2013年9月号  | 作者の病気療養に伴い休載         |      |
| 鷲尾須美は勇者である | - 著：タカヒロ - 画：BUNBUN                        | 2014年6月号 - 2015年1月号  |                                  |      |
| ネトゲの嫁は女の子じゃないと思った? 番外編 ネトゲがメディアミックスしないなどと誰が決めた！あの『ネトゲ』が、アニメ化……だと!? | - 著：聴猫芝居 - 画：Hisasi                        | 2014年10月号               | 電撃文庫FIGHTINGフェアコラボ企画 |      |
| やがて魔剱のアリスベル デルタ・ドルチェ 〜ビビ編〜                                                                            | - 著：赤松中学 - 作画：閏月戈                      | 2014年11月号               | 電撃文庫FIGHTINGフェアコラボ企画 |      |
| 天使の3P! かえるのうた ふしんしゃ編                                                                                           | - 著：蒼山サグ - 画：てぃんくる                    | 2014年12月号               | 電撃文庫FIGHTINGフェアコラボ企画 |      |

### 別冊付録「電撃G'sノベル」
- 乃木若葉は勇者である（著：朱白あおい、画：BUNBUN）：2015年9月号 - 2017年3月号
- アウトロー・ワンダーランド -0-（著：田中ロミオ、画：大岩ケンジ）：2015年9月号 - 2016年2月号
- SILENTWORLD（著：ごぉ、画：空中幼彩）：2015年10月号 - 2016年4月号
- アウトロー・ワンダーランド（著：波摘、画：大岩ケンジ）：2016年3月号 - 2016年6月号
- ガーリッシュナンバー（著：渡航、画：やむ茶）：2016年3月号 - 2017年2月号
- ウルトラ怪獣擬人化計画（著：森瀬繚、画：ハル犬）：2016年6月号 - 2017年3月号
- 天華百剣 -乱-（著：出口きぬごし、画：あきは）：2017年5月号 - 2019年1月号
- 天華百剣 -煌-（著：風見周、画：ピスケ）：2017年5月号 - 2018年12月号
- 楠芽吹は勇者である（著：朱白あおい、画：BUNBUN）：2017年8月号 - 2018年1月号
- RELEASE THE SPYCE GOLDEN GENESIS (著:朱白あおい[ミームミーム]、画:なもり)　:2018年4月号 - 2019年1月号

## 本誌連載のオリジナル企画
連載開始号順に記載。太字の作品は最終号まで連載。他社作品のファンページなどは含まない。
| 作品名                                         | クレジット                                                                                | 実施時期                    | 備考                   | 脚注  |
| ---------------------------------------------- | ----------------------------------------------------------------------------------------- | --------------------------- | ---------------------- | ----- |
| 女神天国                                       | - 画：好実昭博・宮須弥 - 文：きくたけ                                                     | 1993年2月号 - 1997年1月号   | 連載開始時は偶数月掲載 |       |
| ヴァルツァーの紋章                             | - 原案：安藤真 - 文：新木伸、画：小林瑞代・佐嶋真実                                       | 1993年3月号 - 1995年1月号   | 奇数月掲載             |       |
| ハイパーウォーズ                               | - 原作：阿須貞明 - 画：長谷川努                                                           | 1993年12月号 - 1994年10月号 | 偶数月掲載             |       |
| ルートランサー                                 | - 原案：林田ゆり - 画：十羽織羽磨                                                         | 1994年1月号 - 11月号        | 奇数月掲載             |       |
| セラフィムコール                               | - 画：七瀬葵 - ワールドデザイン：近永健一 - 企画：Project S.C.                            | 1996年4月号 - 1998年8月号   |                        |       |
| お嬢様特急                                     | - 企画：あかほりさとる - 文：花田十輝 - 画：柳沢まさひで                                  | 1997年10月号 - 1998年11月号 |                        |       |
| シスター・プリンセス                           | - 画：天広直人 - 文：公野櫻子                                                             | 1999年3月号 - 2003年9月号   |                        |       |
| HAPPY★LESSON                                   | 画：ささきむつみ                                                                          | 1999年4月号 - 2002年9月号   |                        |       |
| 聖女神天国                                     | 画：好実昭博                                                                              | 1999年6月号 - 2000年1月号   |                        |       |
| Milky Season                                   | 画：射尾卓弥                                                                              | 2000年3月号 - 2001年10月号  |                        |       |
| Merry Little Park!                             | 画：ひさかた悠                                                                            | 2001年4月号 - 12月号        |                        |       |
| 双恋                                           | - 原作：双葉ひな - 画：ささきむつみ                                                       | 2002年10月号 - 2005年10月号 |                        |       |
| Strawberry Panic!                              | - 原作：公野櫻子 - 画：真木ちとせ                                                         | 2003年11月号 - 2005年10月号 |                        |       |
| ウルトラC（チャーミング）!                     | - 画：大崎はるい - 企画・文：かのまるひ                                                   | 2003年12月号 - 2004年8月号  |                        |       |
| パピー・ガールズ 〜わたしのおじさま〜          | - 脚本：公野櫻子 - 画：金閣寺ぷるる                                                       | 2003年3月号 - 9月号         |                        |       |
| 2/3 アイノキョウカイセン                       | - 画：京極しん・小川静香 - ででん                                                         | 2005年12月号 - 2007年12月号 |                        |       |
| マリッジロワイヤル                             | - 原作：Navel - 画：西又葵・鈴平ひろ - 文：日富美信吾                                     | 2006年1月号 - 2011年5月号   |                        |       |
| A.I. Love You!                                 | 画：高階@聖人                                                                             | 2006年2月号 - 2009年11月号  |                        |       |
| おひめさまナビゲーション                       | - 画：七尾奈留 - 文：SATZ                                                                 | 2007年10月号 - 2011年5月号  |                        |       |
| Baby Princess                                  | - 原作：公野櫻子 - 画：みぶなつき                                                         | 2007年12月号 - 2012年6月号  |                        | [ 8 ] |
| カレンダーガール                               | 画：七尾奈留                                                                              | 2011年1月号 - 2013年1月号   |                        |       |
| ラブライブ!                                    | - 著：公野櫻子 - キャラクターデザイン：室田雄平                                           | 2010年7月号 -               |                        |       |
| ラブライブ! サンシャイン!!                     | - 著：公野櫻子 - キャラクターデザイン：室田雄平                                           | 2015年6月号 -               |                        |       |
| 天華百剣                                       | - 原作：電撃G's magazine・電撃ホビーウェブ - 設定製作：セブンデイズウォー                 | 2015年7月号 -               |                        |       |
| しょにおや！～いっしょにおやすみプロジェクト～ | - 企画：電撃G'sマガジン編集部・小竹義彦 - イラスト：みすみ・イコモチ - シナリオ：4Dメガネ | 2019年11月号 -              |                        |       |
| 私のシスター・ラビリンス                       | - 原案・執筆：みかみてれん - キャラクターデザイン・挿絵：Tam-U - 企画：電撃G'sマガジン    | 2020年4月号 -               |                        |       |
| プリマドール                                   | 企画協力：電撃G'sマガジン                                                                 | 2021年1月号 -               |                        |       |

## 制作アニメ作品
本誌が制作に携わったアニメ作品を挙げる。年月は初回放送。
- Angel Beats!（原作：麻枝准）：2010年4月[11]
- 恋と選挙とチョコレート（原作：sprite / fairys）：2012年7月[12]
- ビビッドレッド・オペレーション（企画・プロデュース：アニプレックス）：2013年1月[13]
- 結城友奈は勇者である（企画原案：タカヒロ）：2014年10月[14]
- プラスティック・メモリーズ（原作・脚本：林直孝）：2015年4月[15]
- Charlotte（原作・脚本：麻枝准）：2015年7月[16]
- 少女たちは荒野を目指す（原作：タカヒロ）：2016年1月[17]
- Rewrite（原作：Key / ビジュアルアーツ）：2016年7月[17]
- ガーリッシュナンバー（原案・シリーズ構成：渡航）：2016年10月[18]

## 増刊
電撃メガドライブ
本誌の姉妹誌としてメディアワークス設立時のラインナップを飾るが、6号で終了した。
電撃PlayStation
1994 - 1995年刊行。以降、独立創刊し、メディアワークスの主力誌へ。
電撃G's PARADISE
1997年刊行。『センチメンタルグラフティ』特集がメイン。
電撃G's Festival!
2004年12月より不定期で刊行。1 - 2タイトルに絞った特集記事を掲載した冊子と多数の特典付録がセットになっている。
電撃G's Festival! COMIC
2007年11月より、『電撃G's Festival!』より派生する形で発刊された漫画冊子。『Festival!』同様、多数の特典付録がセットになっている。
電撃G'sコミック
主に『G's』本誌および『電撃G's Festival! COMIC』に掲載された漫画を配信するデジタルコミック誌。
2014年4月には同名の漫画雑誌が創刊され、本誌連載漫画の大半が移籍した。
LoveLive!Days ラブライブ！総合マガジン
2019年6月3日より隔月刊行、2020年11月より月刊化すると共に、編集担当が本誌編集部から「LoveLive!Days編集部」として分離。ラブライブ！シリーズのすべての作品を網羅した総合誌。
Vol.02までは「ラブライブ！総合マガジン」の名称で誌名を一般公募で行い、Vol.03より公募で決定した「LoveLive!Days」として刊行。本誌の休刊に伴い、2023年1月号より雑誌コード（16459）を引き継いで独立創刊の扱いとなる。